# Scopula lactata
Scopula lactata là một loài bướm đêm trong họ Geometridae.